# HMS Neptune (20)
L'HMS Neptune (Pennant number 20), quattordicesima nave da guerra britannica a portare questo nome, è stata un incrociatore leggero classe Leander della Royal Navy. Venne impostato nei cantieri di Portsmouth il 24 settembre 1931, varato il 31 gennaio 1933 ed entrò in servizio il 12 febbraio 1934.

## Servizio
Allo scoppio della seconda guerra mondiale il Neptune si trovava nell'Atlantico meridionale con il 6º Squadrone Incrociatori. Durante il conflitto la nave operò con un equipaggio composto principalmente da elementi provenienti dalla Divisione Neozelandese della Royal Navy. Nel dicembre 1939, mentre si trovava di pattuglia nell'Atlantico meridionale, venne inviata di rinforzo alle navi impegnate nella battaglia del Río de la Plata senza però riuscire a raggiungerle prima del 17 dicembre, giorno dell'autoaffondamento della Admiral Graf Spee.
Nel marzo 1940 venne trasferita presso la Mediterranean Fleet prima con base a Malta e all'ingresso dell'Italia in guerra venne trasferita ad Alessandria d'Egitto. Il 28 giugno partecipò allo scontro minore poi conosciuto con il nome di battaglia del Convoglio Espero. Il 9 luglio partecipò alla battaglia di Punta Stilo durante la quale venne colpita da un colpo sparato dall'incrociatore Giuseppe Garibaldi che danneggiò la catapulta e l'aereo imbarcato, successivamente gettato in mare. Nell'agosto successivo venne trasferita nell'Oceano Indiano con base a Durban e compiti di scorta a convogli. Nel marzo 1941 tornò in patria per un raddobbo che la vide in cantiere nei mesi di marzo e aprile.
Al rientro in servizio nel mese di maggio venne assegnata alla Home Fleet con base a Scapa Flow. Nel mese di luglio venne trasferita nuovamente nel Mediterraneo a causa delle forti perdite sostenute dalla Royal Navy durante la battaglia di Creta, giungendo ad Alessandria attraverso il canale di Suez. Il 20 luglio trasportò a Cipro personale della RAF e dell'esercito per rinforzare la guarnigione dell'isola. Il 27 novembre seguente venne trasferita a Malta insieme all'incrociatore Ajax e ai cacciatorpediniere Kimberley e Kingston per rinforzare la Forza K con compiti di attacco ai convogli dell'Asse diretti in Nordafrica.
Il 17 dicembre partecipò alla scorta alla Breconshire diretta a Malta, mentre la Forza B affrontava la flotta italiana nella prima battaglia della Sirte. Il giorno successivo, insieme agli incrociatori Aurora e Penelope e ai cacciatorpediniere Kandahar, Lance, Lively e Havock, venne inviata al largo di Tripoli per intercettare un convoglio italiano. Entrata in un campo minato la Neptune urtò una prima mina, col paramine, dunque senza riportare danni. Mentre andava a marcia indietro per uscire dal campo minato, urtò di poppa una seconda mina, che distrusse eliche e timoni lasciandolo alla deriva; urtò poi una terza mina che distrusse la prua, e infine una quarta al centro. A quel punto il Neptune affondò capovolgendosi; su 767 uomini a bordo, solo una trentina riuscì ad abbandonare la nave. Il Kandahar, avvicinatosi per prestare soccorso, urtò a sua volta una mina che asportò la poppa, e dovette essere abbandonato dall'equipaggio. Le altre unità inglesi si allontanarono e i naufraghi del Neptune furono lasciati in mare, essendo impossibile avvicinarsi a causa delle mine. Quando cinque giorni dopo giunse sul posto la torpediniera italiana Generale Achille Papa, recuperò due soli superstiti, uno dei quali morì appena portato a bordo.
Nello stesso campo minato vennero danneggiate anche la Penelope e l'Aurora che però riuscirono a tornare a Malta. Il Kandahar dovette essere successivamente affondato con un siluro dal cacciatorpediniere Jaguar.